# Troféu Memorial Lady Byng
O Troféu Memorial Lady Byng, anteriormente conhecido como Troféu Lady Byng, é entregue anualmente ao jogador da National Hockey League julgado como tendo exibido o melhor tipo de espírito esportivo e conduta cavalheiresca combinados com um grande nível de habilidade. O Troféu Memorial Lady Bing foi entregue 84 vezes a 50 atletas diferentes desde a sua instituição em 1925.
A votação é conduzida no fim da temporada regular por membros da Professional Hockey Writers Association, e cada votante individual rankeia seus cinco principais candidatos em um sistema de 10-7-5-3-1 pontos. Três finalistas são anunciados e o troféu é entregue na Cerimônia de Premiação da NHL após os playoffs da Stanley Cup.

## História
O troféu é assim nomeado em homenagem a Marie Evelyn Moreton (Lady Byng), esposa de Visconde Byng de Vimy, um herói de guerra de Vimy Ridge que foi Governador Geral do Canadá de 1921 a 1926. Lady Byng, que era uma ávida fã de hóquei, decidiu doar o troféu para a NHL em 1925.
Ela decidiu que o primeiro vencedor do troféu seria Frank Nighbor do Ottawa Senators.  Mais tarde na temporada, Lady Byng convidou Nighbor para o Rideau Hall, mostrou a ele o troféu, e o perguntou se a NHL aceitaria esse prêmio para o seu jogador mais cavalheiro.  Quanto Nighbor disse que achava que sim, Lady Byng, para grande surpresa de Nighbor, deu a ele o troféu.
Após Frank Boucher do New York Rangers ganhou o prêmio sete vezes em oito anos, Lady Byng estava tão impressionada que o deu o troféu original para que ele ficasse. Lady Byng, então, doou um segundo troféu em 1935–36. Quando Lady Byng morreu em 1949, a NHL apresentou outro troféu e o renomeou como Troféu Memorial Lady Byng. Em 1962, o troféu original foi destruído em um incêndio na residência de Boucher.
Além de Boucher, um grande número de jogadores ganharam o prêmio múltiplas vezes, incluindo Wayne Gretzky, que o conquistou em cinco oportunidades, Red Kelly e Pavel Datsyuk, com quatro taças, e Bobby Bauer, Alex Delvecchio, Mike Bossy e Ron Francis com três cada. Por causa das sete vitórias de Boucher, o New York Rangers ganhou o prêmio mais do que qualquer outro clube, com 15 conquistas, seguido por Detroit, com quatorze, Toronto, com nove, Chicago e Boston empatados com oito, e Los Angeles, com cinco.
Cinco jogadores ganharam tanto o Troféu Lady Bing quanto o Troféu Memorial Hart como MVP da liga na mesma temporada: Buddy O'Connor  (1947–48), Bobby Hull (1964–65), Stan Mikita (1966–67 e 1967–68), Wayne Gretzky (1979–80) e Joe Sakic (2000–01). Mikita também é o único jogador a ganhar o Hart,o Art Ross, e o  Lady Byng na mesma temporada, fazendo isso consecutivamente nas temporadas 1966–67 e 1967–68. Gretzky e Bobby Hull são outros jogadores a ganharem esses três prêmios em suas carreiras, apesar de não na mesma temporada, enquanto Bobby e Brett Hull são a única dupla pai-filho a ganharem os Troféus Hart e Lady Byng.
Bill Quackenbush e Red Kelly são os únicos atletas de defesa a vencerem o Troféu Lady Byng, e desde então nenhum atleta de defesa ganhou o prêmio em mais de cinquenta anos. Nenhum goleiro ganhou o prêmio até hoje.

## Vencedores

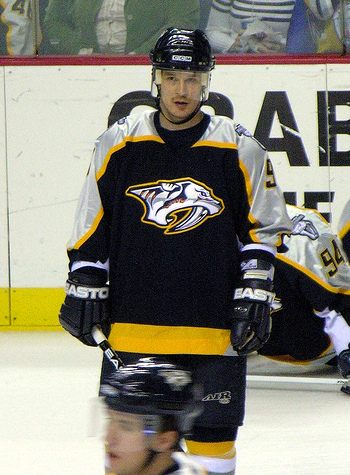
Paul Kariya, vencedor duas vezes.

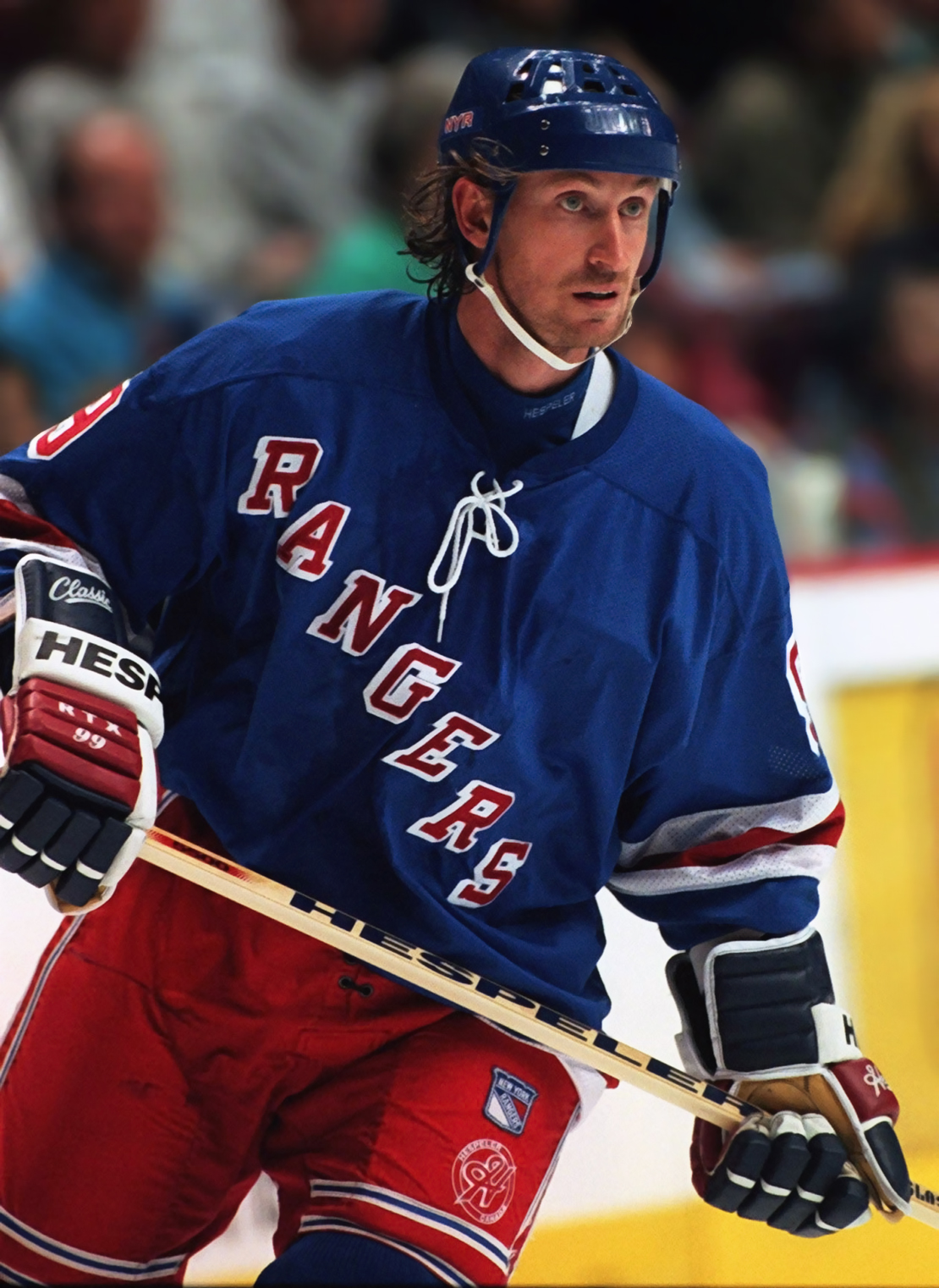
Wayne Gretzky, vencedor cinco vezes.

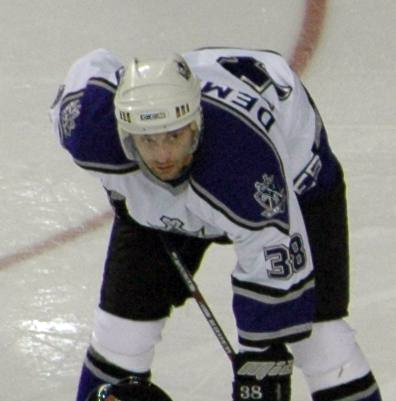
Pavol Demitra, vencedor uma vez.

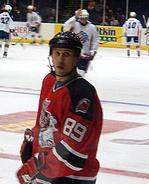
Alexander Mogilny, vencedor uma vez.

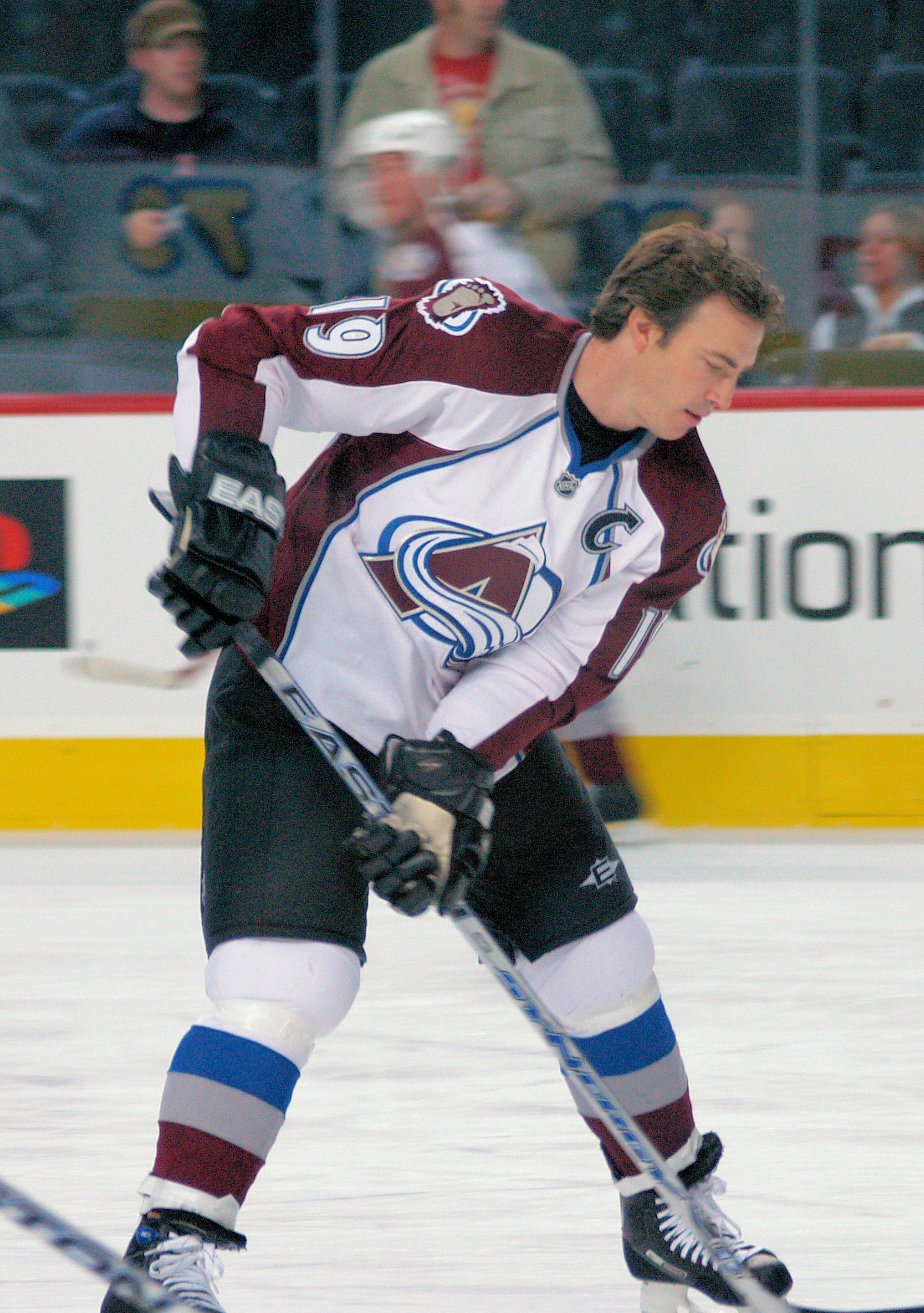
Joe Sakic, vencedor uma vez.

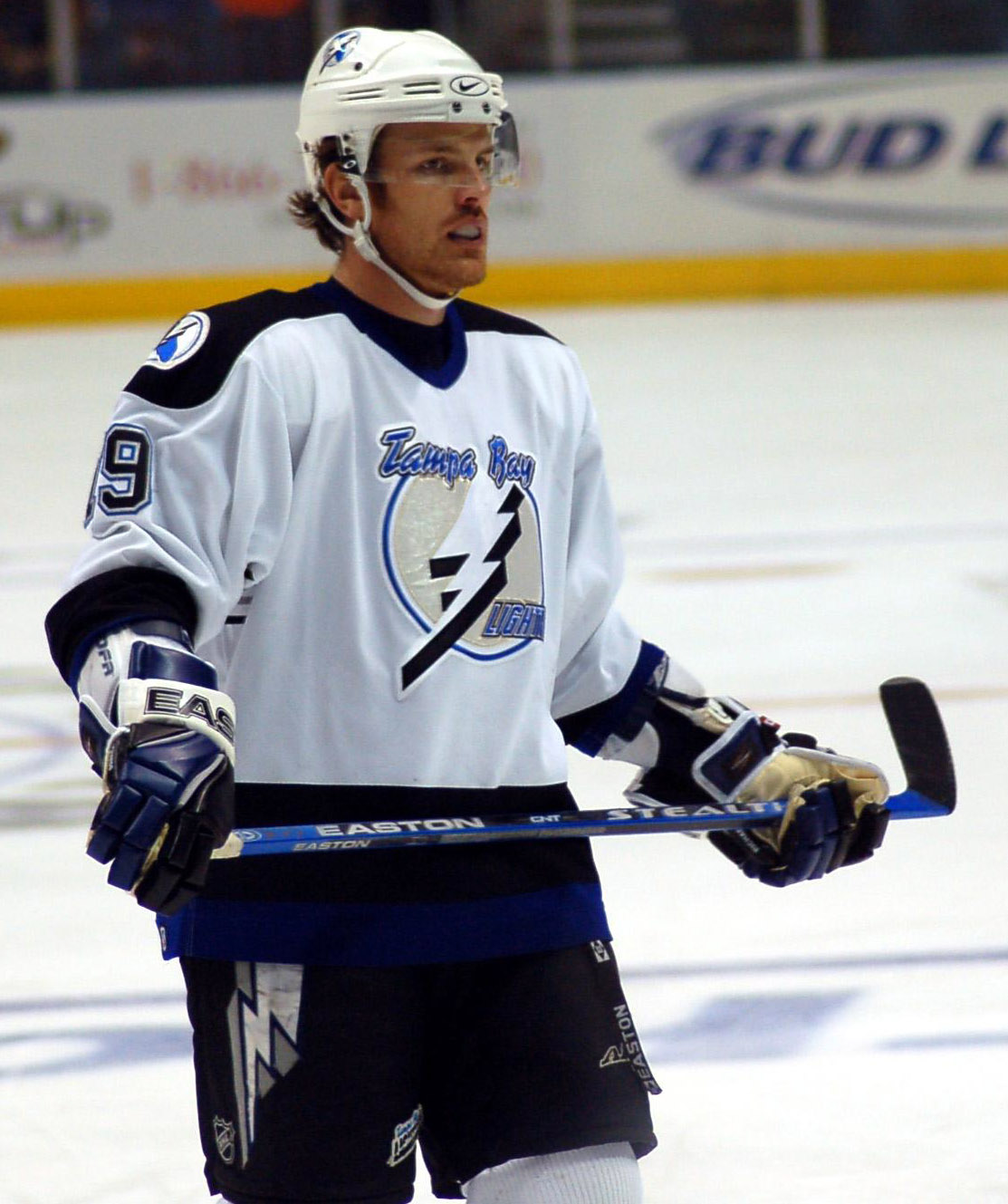
Brad Richards, vencedor uma vez.

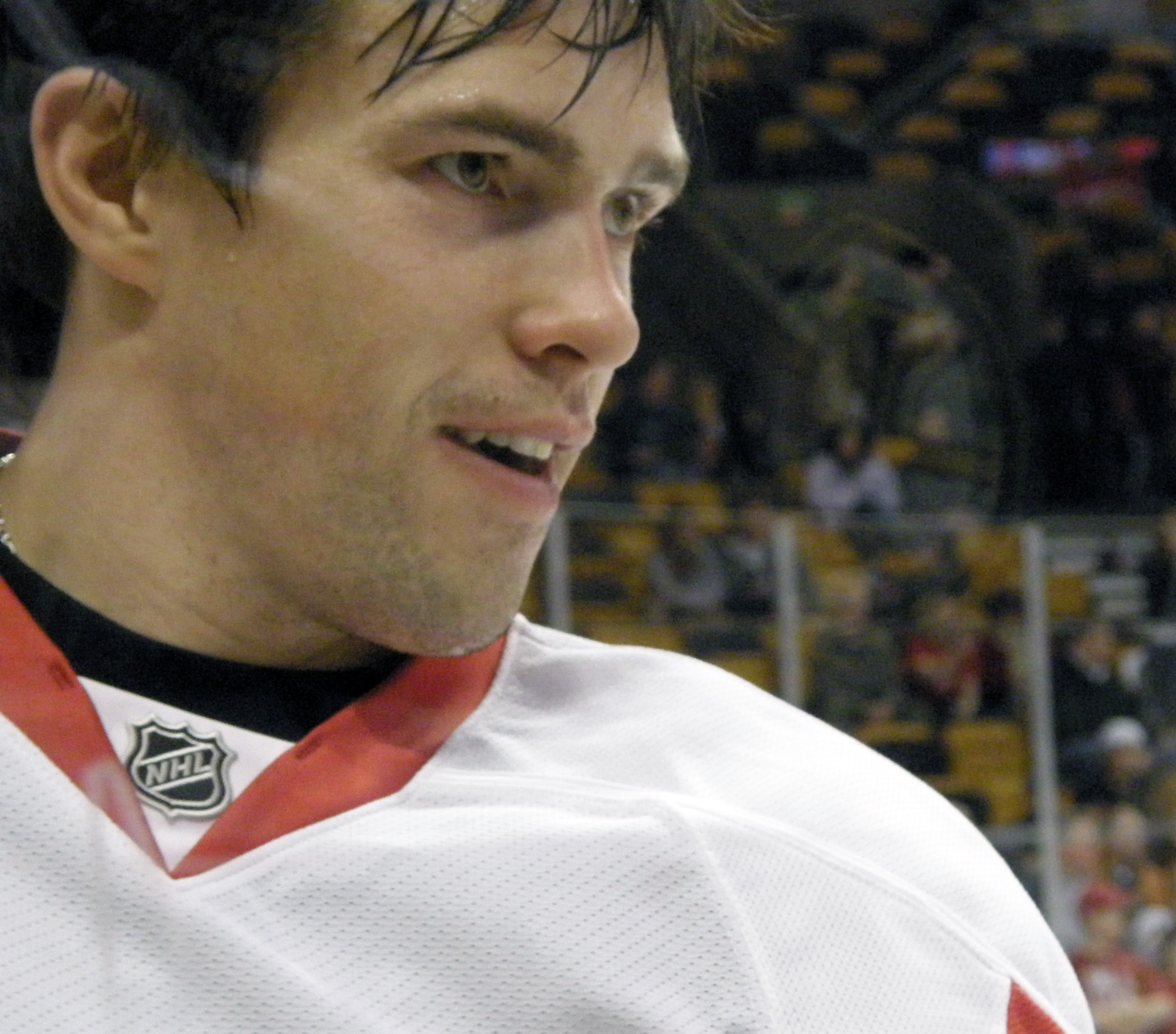
Pavel Datsyuk, vencedor quatro vezes.

| C | Centro | D | Defesa | RW | Asa Direita | LW | Asa Esquerda | G | Goleiro |

| Temporada | Vencedor                         | Time                    | Posição | Número da conquista |
| --------- | -------------------------------- | ----------------------- | ------- | ------------------- |
| 1924–25   | Frank Nighbor                    | Ottawa Senators         | C       | 1                   |
| 1925–26   | Frank Nighbor                    | Ottawa Senators         | C       | 2                   |
| 1926–27   | Billy Burch                      | New York Americans      | C       | 1                   |
| 1927–28   | Frank Boucher                    | New York Rangers        | C       | 1                   |
| 1928–29   | Frank Boucher                    | New York Rangers        | C       | 2                   |
| 1929–30   | Frank Boucher                    | New York Rangers        | C       | 3                   |
| 1930–31   | Frank Boucher                    | New York Rangers        | C       | 4                   |
| 1931–32   | Joe Primeau                      | Toronto Maple Leafs     | C       | 1                   |
| 1932–33   | Frank Boucher                    | New York Rangers        | C       | 5                   |
| 1933–34   | Frank Boucher                    | New York Rangers        | C       | 6                   |
| 1934–35   | Frank Boucher                    | New York Rangers        | C       | 7                   |
| 1935–36   | Elwyn "Doc" Romnes               | Chicago Black Hawks     | C       | 1                   |
| 1936–37   | Marty Barry                      | Detroit Red Wings       | C       | 1                   |
| 1937–38   | Gordie Drillon                   | Toronto Maple Leafs     | RW      | 1                   |
| 1938–39   | Clint Smith                      | New York Rangers        | C       | 1                   |
| 1939–40   | Bobby Bauer                      | Boston Bruins           | RW      | 1                   |
| 1940–41   | Bobby Bauer                      | Boston Bruins           | RW      | 2                   |
| 1941–42   | Syl Apps                         | Toronto Maple Leafs     | C       | 1                   |
| 1942–43   | Max Bentley                      | Chicago Black Hawks     | C       | 1                   |
| 1943–44   | Clint Smith                      | Chicago Black Hawks     | C       | 2                   |
| 1944–45   | Bill Mosienko                    | Chicago Black Hawks     | RW      | 1                   |
| 1945–46   | Toe Blake                        | Montreal Canadiens      | LW      | 1                   |
| 1946–47   | Bobby Bauer                      | Boston Bruins           | RW      | 3                   |
| 1947–48   | Buddy O'Connor                   | New York Rangers        | C       | 1                   |
| 1948–49   | Bill Quackenbush                 | Detroit Red Wings       | D       | 1                   |
| 1949–50   | Edgar Laprade                    | New York Rangers        | C       | 1                   |
| 1950–51   | Red Kelly                        | Detroit Red Wings       | D       | 1                   |
| 1951–52   | Sid Smith                        | Toronto Maple Leafs     | LW      | 1                   |
| 1952–53   | Red Kelly                        | Detroit Red Wings       | D       | 2                   |
| 1953–54   | Red Kelly                        | Detroit Red Wings       | D       | 3                   |
| 1954–55   | Sid Smith                        | Toronto Maple Leafs     | LW      | 2                   |
| 1955–56   | Earl Reibel                      | Detroit Red Wings       | C       | 1                   |
| 1956–57   | Andy Hebenton                    | New York Rangers        | RW      | 1                   |
| 1957–58   | Camille Henry                    | New York Rangers        | LW      | 1                   |
| 1958–59   | Alex Delvecchio                  | Detroit Red Wings       | C       | 1                   |
| 1959–60   | Don McKenney                     | Boston Bruins           | C       | 1                   |
| 1960–61   | Red Kelly                        | Toronto Maple Leafs     | C       | 4                   |
| 1961–62   | Dave Keon                        | Toronto Maple Leafs     | C       | 1                   |
| 1962–63   | Dave Keon                        | Toronto Maple Leafs     | C       | 2                   |
| 1963–64   | Ken Wharram                      | Chicago Black Hawks     | C       | 1                   |
| 1964–65   | Bobby Hull                       | Chicago Black Hawks     | LW      | 1                   |
| 1965–66   | Alex Delvecchio                  | Detroit Red Wings       | C       | 2                   |
| 1966–67   | Stan Mikita                      | Chicago Black Hawks     | C       | 1                   |
| 1967–68   | Stan Mikita                      | Chicago Black Hawks     | C       | 2                   |
| 1968–69   | Alex Delvecchio                  | Detroit Red Wings       | C       | 3                   |
| 1969–70   | Phil Goyette                     | St. Louis Blues         | C       | 1                   |
| 1970–71   | John Bucyk                       | Boston Bruins           | LW      | 1                   |
| 1971–72   | Jean Ratelle                     | New York Rangers        | C       | 1                   |
| 1972–73   | Gilbert Perreault                | Buffalo Sabres          | C       | 1                   |
| 1973–74   | John Bucyk                       | Boston Bruins           | LW      | 2                   |
| 1974–75   | Marcel Dionne                    | Detroit Red Wings       | C       | 1                   |
| 1975–76   | Jean Ratelle                     | Boston Bruins           | C       | 2                   |
| 1976–77   | Marcel Dionne                    | Los Angeles Kings       | C       | 2                   |
| 1977–78   | Robert "Butch" Goring            | Los Angeles Kings       | C       | 1                   |
| 1978–79   | Bob MacMillan                    | Atlanta Flames          | C       | 1                   |
| 1979–80   | Wayne Gretzky                    | Edmonton Oilers         | C       | 1                   |
| 1980–81   | Rick Kehoe                       | Pittsburgh Penguins     | C       | 1                   |
| 1981–82   | Rick Middleton                   | Boston Bruins           | RW      | 1                   |
| 1982–83   | Mike Bossy                       | New York Islanders      | RW      | 1                   |
| 1983–84   | Mike Bossy                       | New York Islanders      | RW      | 2                   |
| 1984–85   | Jari Kurri                       | Edmonton Oilers         | RW      | 1                   |
| 1985–86   | Mike Bossy                       | New York Islanders      | RW      | 3                   |
| 1986–87   | Joe Mullen                       | Calgary Flames          | C       | 1                   |
| 1987–88   | Mats Naslund                     | Montreal Canadiens      | LW      | 1                   |
| 1988–89   | Joe Mullen                       | Calgary Flames          | C       | 2                   |
| 1989–90   | Brett Hull                       | St. Louis Blues         | RW      | 1                   |
| 1990–91   | Wayne Gretzky                    | Los Angeles Kings       | C       | 2                   |
| 1991–92   | Wayne Gretzky                    | Los Angeles Kings       | C       | 3                   |
| 1992–93   | Pierre Turgeon                   | New York Islanders      | C       | 1                   |
| 1993–94   | Wayne Gretzky                    | Los Angeles Kings       | C       | 4                   |
| 1994–95   | Ron Francis                      | Pittsburgh Penguins     | C       | 1                   |
| 1995–96   | Paul Kariya                      | Mighty Ducks of Anaheim | LW      | 1                   |
| 1996–97   | Paul Kariya                      | Mighty Ducks of Anaheim | LW      | 2                   |
| 1997–98   | Ron Francis                      | Pittsburgh Penguins     | C       | 2                   |
| 1998–99   | Wayne Gretzky                    | New York Rangers        | C       | 5                   |
| 1999–2000 | Pavol Demitra                    | St. Louis Blues         | C       | 1                   |
| 2000–01   | Joe Sakic                        | Colorado Avalanche      | C       | 1                   |
| 2001–02   | Ron Francis                      | Carolina Hurricanes     | C       | 3                   |
| 2002–03   | Alexander Mogilny                | Toronto Maple Leafs     | RW      | 1                   |
| 2003–04   | Brad Richards                    | Tampa Bay Lightning     | C       | 1                   |
| 2004–05   | 2004–05 NHL lockout Sem vencedor | -                       | -       | -                   |
| 2005–06   | Pavel Datsyuk                    | Detroit Red Wings       | C       | 1                   |
| 2006–07   | Pavel Datsyuk                    | Detroit Red Wings       | C       | 2                   |
| 2007–08   | Pavel Datsyuk                    | Detroit Red Wings       | C       | 3                   |
| 2008–09   | Pavel Datsyuk                    | Detroit Red Wings       | C       | 4                   |
| 2009–10   | Martin St. Louis                 | Tampa Bay Lightning     | RW      | 2                   |
| 2010–11   | Martin St. Louis                 | Tampa Bay Lightning     | RW      | 2                   |
| 2011–12   | Brian Campbell                   | Florida Panthers        | D       | 1                   |
| 2012–13   | Martin St. Louis                 | Tampa Bay Lightning     | RW      | 3                   |
| 2013–14   | Ryan O'Reilly                    | Colorado Avalanche      | C       | 1                   |
| 2014–15   | Jiri Hudler                      | Calgary Flames          | RW      | 1                   |
| 2015–16   | Anze Kopitar                     | Los Angeles Kings       | C       | 1                   |
| 2016–17   | Johnny Gaudreau                  | Calgary Flames          | LW      | 1                   |